# St. Nicolai (Sibbesse)

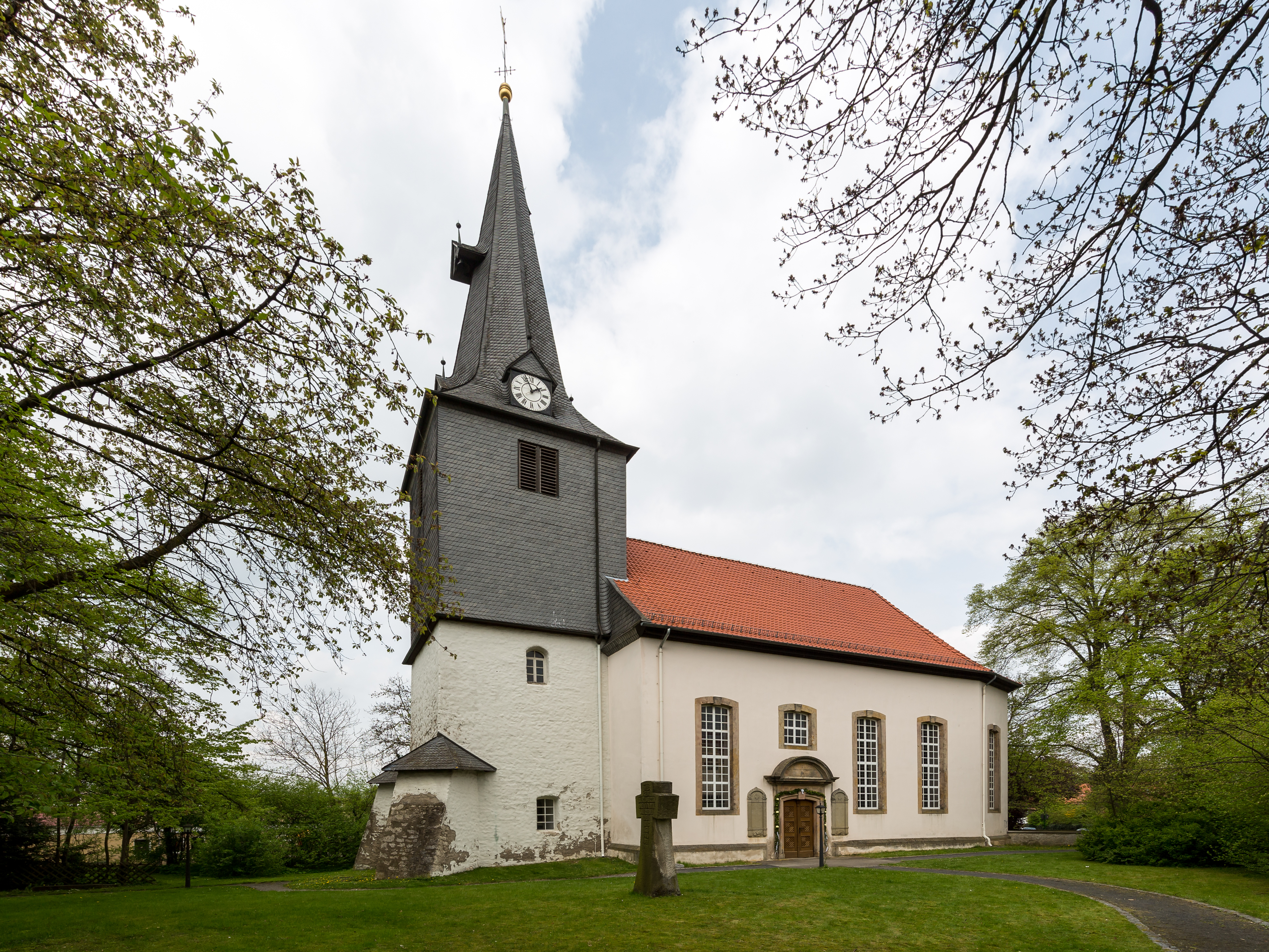
St. Nicolai

Die evangelisch-lutherische Kirche St. Nicolai steht in Sibbesse, einer Einheitsgemeinde im Landkreis Hildesheim in Niedersachsen. Die Kirche steht unter Denkmalschutz. Die Kirchengemeinde gehört zum Kirchenkreis Hildesheimer Land-Alfeld im Sprengel Hildesheim-Göttingen der Evangelisch-lutherischen Landeskirche Hannovers.

## Beschreibung
Das Langhaus der barocken Saalkirche aus verputzten Bruchsteinen wurde von 1734 bis 1737 erbaut. Die beiden unteren Geschosse des quadratischen Kirchturms stammen aus dem 12. Jahrhundert. Die oberen Geschosse bestehen aus schiefergedecktem Holzfachwerk. Sie sind gleichzeitig mit dem Bau des Langhauses entstanden, der spitze achteckige schiefergedeckte Helm wurde am Ende des 18. Jahrhunderts aufgesetzt. Die Halle im Turm ist mit einem Kreuzgratgewölbe überspannt, der Innenraum des Langhauses mit einer hölzernen Voutendecke. In den Vouten sind mit Rocaille verzierte Kartuschen. Die Deckenmalerei von 1755 wurde 1893 und 1986 erneuert. 
Die Kirchenausstattung wurde 1893 unter Verwendung barocker Stücke neu arrangiert. Der um 1737 von Ernst Dietrich Bartels gebaute mehrgeschossige Kanzelaltar wurde 1893 in der heutigen Form zusammengesetzt. An der Seite der Mensa ist ein Karyatidenengel, in der Predella das Abendmahl Jesu dargestellt. Über der Kanzel zwischen rahmenden Pilastern ist ein Bild über die Kreuzigung. Als Bekrönung ist ein Porträt von Jesus Christus zu sehen. Der Taufengel ist aus der Zeit um 1737. Die im Jahr 1893 wieder aufgestellte Taufe besteht aus zwei ursprünglich nicht zusammengehörenden Teilen: einem älteren Schaft und einem 1607 entstandenen Becken. Die beiden Glocken im Turm stammen von 1353 und 1781.